# Aphonoides sepik
Aphonoides sepik är en insektsart som beskrevs av Andrej Vasiljevitj Gorochov 2008. Aphonoides sepik ingår i släktet Aphonoides och familjen syrsor. Inga underarter finns listade i Catalogue of Life.